# حسن رضیانی
سید حسن رضیانی (زاده ۱۳۱۰ در مشهد – درگذشته ۶ شهریور ۱۳۹۳ در تهران) از بازیگران تئاتر و سینمای ایران بود. بیشترِ شهرت وی به دلیل ایفای نقش عین‌الله باقرزاده در مجموعه فیلم‌های صمد به کارگردانی پرویز صیاد است. رضیانی برای آخرین بار در سریال‌های عمارت فرنگی و پدرخوانده از محمدرضا ورزی به ایفای نقش پرداخت.

## زندگی‌نامه
«وقتی آدم وارد کادر سینمای امروز ایران می‌شود، بغض می‌کند، همه با یک نظر دیگر به آدم نگاه می‌کنند. برای من آن گذشته‌ها بسیار شیرین است. هم خوب بود و هم زود سپری شد.»
حسن رضیانی دربارهٔ تجربه‌اش از سینمای پس از انقلاب ۱۳۵۷ ایران.

در سال ۱۳۱۰ در شهر مشهد زاده شد. دوران دبیرستان را در آنجا سپری کرد و در رشته تئاتر و فن بیان از هنرستان عالی تهران فارغ‌التحصیل شد. به گفته خود از سن ده سالگی به ایفای نقش در تئاتر پرداخت و در سال‌های بین ۱۳۳۱ و ۱۳۳۴ در برنامه طنز رادیویی «شما و رادیو» همکاری داشته‌است. وی اولین کار سینمایی خود را در سال ۱۳۳۸ با نقش‌آفرینی در فیلم فرشته وحشی شروع کرد. حسن رضیانی چندین سال در مدرسه عالی دختران به تدریس فن بیان و تئاتر پرداخت.
وی بخاطر ایفای نقش عین‌الله باقرزاده در مجموعه صمد محبوبیت فراوان یافته بود.

## درگذشت
حسن رضیانی طی دو سال آخر عمر خود دچار بیماری آلزایمر شده بود. وی از ۳۰ خرداد ۱۳۹۳ به دلیل عفونت ریوی در بخش آی‌سی‌یوی بیمارستان تهران‌پارس بستری بود و سرانجام در صبح روز پنجشنبه، ۶ شهریور ۱۳۹۳، پس از ۷۰ روز بستری به علت ایست قلبی در سن ۸۳ سالگی درگذشت.